# 伊利诺伊政策研究所
伊利诺伊政策研究所（英語：Illinois Policy Institute，IPI）是主张自由市场的非营利智库，在芝加哥和斯普林菲尔德设有办事处。该研究所成立于2002年，活跃于教育政策、养老金政策以及国家预算议题领域。该组织主张小政府及低税收。此外该组织还设有一个附属的游说部门和法律部门。伊利诺伊政策研究所是美国自由市场智库联盟国家政策网络的成员。

## 历史
该组织最初由格雷格·布兰肯希普创立，并于2007年由约翰·蒂尔曼重新启动。在蒂尔曼接手后，组织的工作和影响力得到了显著扩展。伊利诺伊政策研究所于2007年筹集了34.1万美元，在2016年的筹集金额达640万美元。《芝加哥太阳报》于2018年报道称“该组织关于削减政府开支和提升透明度的研究报告和观点文章，已成为许多共和党人、部分民主党人以及伊利诺伊州州长的必读之物。”伊利诺伊州ProPublica将伊利诺伊政策研究所称为“伊利诺伊州无可争议的最具影响力的保守派组织。”《芝加哥太阳报》则形容该组织“在伊利诺伊州领导了一场反对政府监管、州政府开支和工会的运动。”
伊利诺伊政策研究所曾经营伊利诺伊新闻网络，并于2018年1月将该实体的所有权转交给了富兰克林政府与公共诚信中心。该机构还获得了与科赫家族、默瑟家族、乌伊莱因家族和劳纳家族相关慈善基金会的财务支持。

## 运营
在布鲁斯·劳纳担任伊利诺伊州州长的最初几年，伊利诺伊政策研究所与这位共和党人及其过去的捐助者保持了密切合作。然而劳纳与该组织的关系逐渐恶化，部分原因是伊利诺伊ProPublica和《芝加哥太阳报》发表的一篇报道，揭露了该组织领导层将“数百万美元转移到他们所经营的五个相互关联的非营利组织之间，并将资金引导到他们拥有股份的盈利性企业”。蒂尔曼否认了任何不当行为，他表示：“显然这些都是完全被曝光的交易，所有交易都按公平市场价值进行，正如它们原本所应该的那样。”
在美国最高法院对贾纳斯诉美国州、县和市政雇员联合会案做出裁决之后，原告马克·贾纳斯辞去在了伊利诺伊州政府的工作，成为了伊利诺伊政策研究所的高级研究员。在这一案件中，该组织曾对他进行过资助。